# Séisme de 1509 à Constantinople
Le séisme de 1509 à Constantinople, surnommé "le petit Apocalypse" (en turc : Küçük Kıyamet ou Kıyamet-i Suğra), a eu lieu dans la Mer de Marmara, le 10 septembre 1509 à environ 22 heures. La magnitude de surface du tremblement de terre a été estimée à environ 7,2 ± 0,3. Le séisme a donné lieu à un tsunami et à quarante-cinq jours de répliques. Il a entraîné la destruction de plus d'un millier de maisons et de 109 mosquées, ainsi que la mort d'environ 5 000 personnes.